# HD 121682
HD 121682，又名BD+32 2411，SAO 63837、HR 5245，是一颗恒星，视星等为6.32，位于銀經56.03，銀緯75.11，其B1900.0坐标为赤經13h 51m 44.2s，赤緯+32° 75.11′ 14″。